# Зыкин, Александр Фёдорович
Алекса́ндр Фёдоровия Зы́кин (1869, Выкса — 1934, там же) — выксунский архивариус и краевед.

## Биография
Родился в 1869 году в селе Выксе Ардатовского уезда Нижегородской губернии. Окончил 5-летнюю сельскую школу. После этого работал в конторе Выксенского металлургического завода — сперва в качестве конторщика, затем архивариуса. Был членов социал-демократического кружка Выксы. Во время Гражданской войны Зыкину удалось сохранить богатый архив завода. Позднее на основе архивных данных написал так называемые «Записки Зыкина», которые в дальнейшем использовались местными краеведами — такими, как Николай Петрович Ключарёв и Г. М. Сорокин. Умер в Выксе в 1934 году.